# Polygala exelliana
Polygala exelliana är en jungfrulinsväxtart som beskrevs av Georges M.D.J. Troupin. Polygala exelliana ingår i släktet jungfrulinssläktet, och familjen jungfrulinsväxter. Inga underarter finns listade i Catalogue of Life.